# OCBC은행

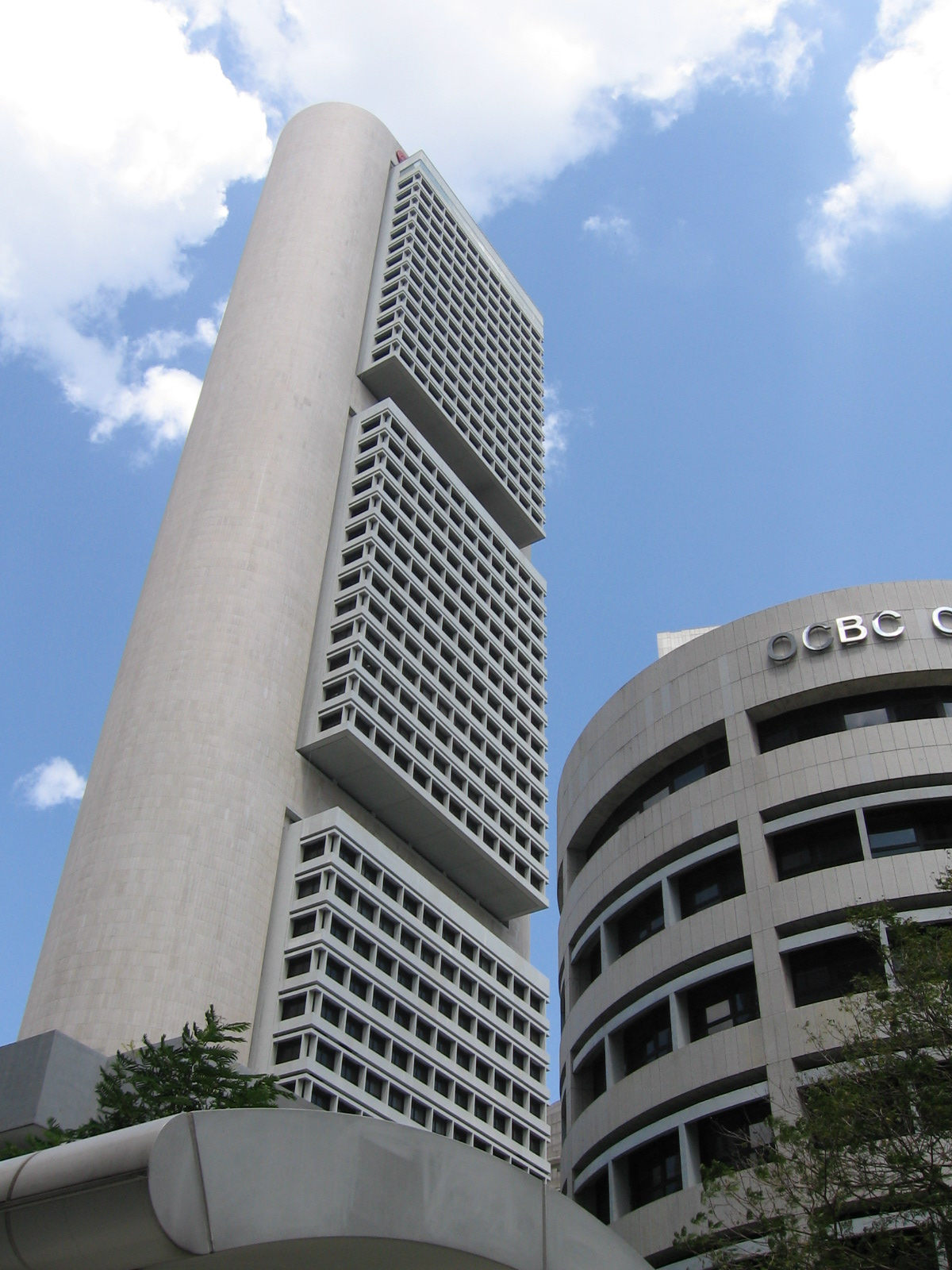

OCBC은행(OCBC Bank, 华侨银行)은 싱가포르의 다국적 은행업 및 금융 서비스 기업이다. 본사는 싱가포르 OCBC 센터에 있다. OCBC은행은 1932년 차이니즈 커머셜 뱅크(Chinese Commercial Bank, 1912년 설립), 호홍뱅크(Ho Hong Bank, 1917년 설립), 오버시차이니즈뱅크(Oversea-Chinese Bank, 1919년 설립)의 합병을 통해 탄생하였다.
OCBC은행은 글로벌 파이낸스지에 의해 세계에서 가장 안전한 상위 5곳 은행 중 한 곳으로 꾸준히 이름을 올리고 있다.